# Thereva eggeri
Thereva eggeri is een vliegensoort uit de familie van de viltvliegen (Therevidae). De wetenschappelijke naam van de soort is voor het eerst geldig gepubliceerd in 1974 door Lyneborg & Spitzer.